# Dunáninneni kerület
A Dunáninneni kerület régebben Magyarország egyik kerülete volt, mely Felső-Magyarország s a két magyar Alföld jó részét magában foglalta. Nyugaton és délen csaknem szakadatlanul a Dunával, keleten nagyobbrészt a Tiszával, onnan túl a Cserháttal, a gömöri Érchegységgel s a Krivánnal, északnyugaton s északon pedig a Kárpátokkal s a Morva folyóval volt határos. Magában foglalt 13 vármegyét: Pest-Pilis-Solt-Kiskun, Bács-Bodrog, Nógrád, Hont, Esztergom, Bars, Zólyom, Liptó, Árva, Turóc, Trencsén, Nyitra és Pozsony vármegyét. Az egész kerület a Duna bal partján terült el, csupán Pest és Esztergom vármegye nyúltak át a Duna jobb partjára. A földrajzban hazánk ezen részét Duna balparti részének szokták nevezni, míg Pest-Pilis-Solt-Kiskun és Bács-Bodrog vármegyéket a Duna-Tisza közéhez számítják.

## Katonai parancsnokai
"Dunáninneni" országos főkapitányok:
- 1542. január–október Perényi Péter
- 1542–1552 ecsedi Báthory András
- 1552. július–december gyarmati Balassa Menyhért
- 1552–1554 üresedés
- 1563-tól Dersffy István "dunáninneni" kerületi főkapitány

Bányavidéki főkapitányok:
- 1554. augusztus lepoglavai Krusich János
- 1555–1562 gyarmati Balassa János
- 1562–1564 ruszkai Dobó István

"Dunáninneni" kerületi és bányavidéki végvidéki főkapitány:
- 1564-1568 szerdahelyi Dersffy István
- 1568-1569 Krusich János
- 1569–1582 ghymesi Forgách Simon
- 1582–1589 ruszkai Dobó Ferenc
- 1589. április–június gyulai és leszenyei Nagy Ferenc
- 1589–1600 erdődi Pálffy Miklós, 1595–1600 egyúttal esztergomi főkapitány
- 1600–1602 üresedés
- 1602–1604 bethlenfalvi Thurzó György
- 1604. június–szeptember nemeskürti Pogrányi Benedek
- 1604–1611 Kollonich Siegfried Ferdinánd
- 1611–1613 trakostyáni Draskovich János
- 1613–1619 Rudolph von Teuffenbach zu Mairhofen
- 1619–1620 bethlenfalvi Thurzó Szaniszló Bethlen Gábor főkapitánya
- 1622. június–augusztus csábrági Koháry Péter főkapitány-helyettes látja el a főkapitányi feladatokat
- 1622–1625 galántai Esterházy Miklós
- 1626–1644 erdődi Pálffy István
- 1644–1663 ghymesi Forgách Ádám
- 1663–1668 üresedés
- 1668–18. század eleje galántai Esterházy Pál
- 1688–1693 székesi ifj. Bercsényi Miklós